# Huracà Isabel
L'huracà Isabel va ser l'huracà atlàntic més costós i mortífer de la temporada d'huracans de 2003. Va ser la novena tempesta anomenada, el cinquè huracà, i el segon gran huracà de la temporada. Isabel es va formar a partir d'una ona tropicale 6 de setembre a l'àrea tropical de l'oceà Atlàntic. Va avançar en direcció nord-oest, i a causa del suau cisallament del vent i de les aigües temperades, es va reforçar fins aconseguí ràfegues de vent màximes de 265 km/h l'11 de setembre. Després de quatre dies amb fluctuacions en la seva intensitat, Isabel es va anar debilitant gradualment i va fer recalada el 18 de setembre a Outer Banks, Carolina del Nord, amb vents de fins a 165 km/h. Ràpidament es va debilitar sobre terra ferma i, l'endemà, va esdevenir un cicló extratropical a l'oest de Pennsilvània.

## Història meteorològica

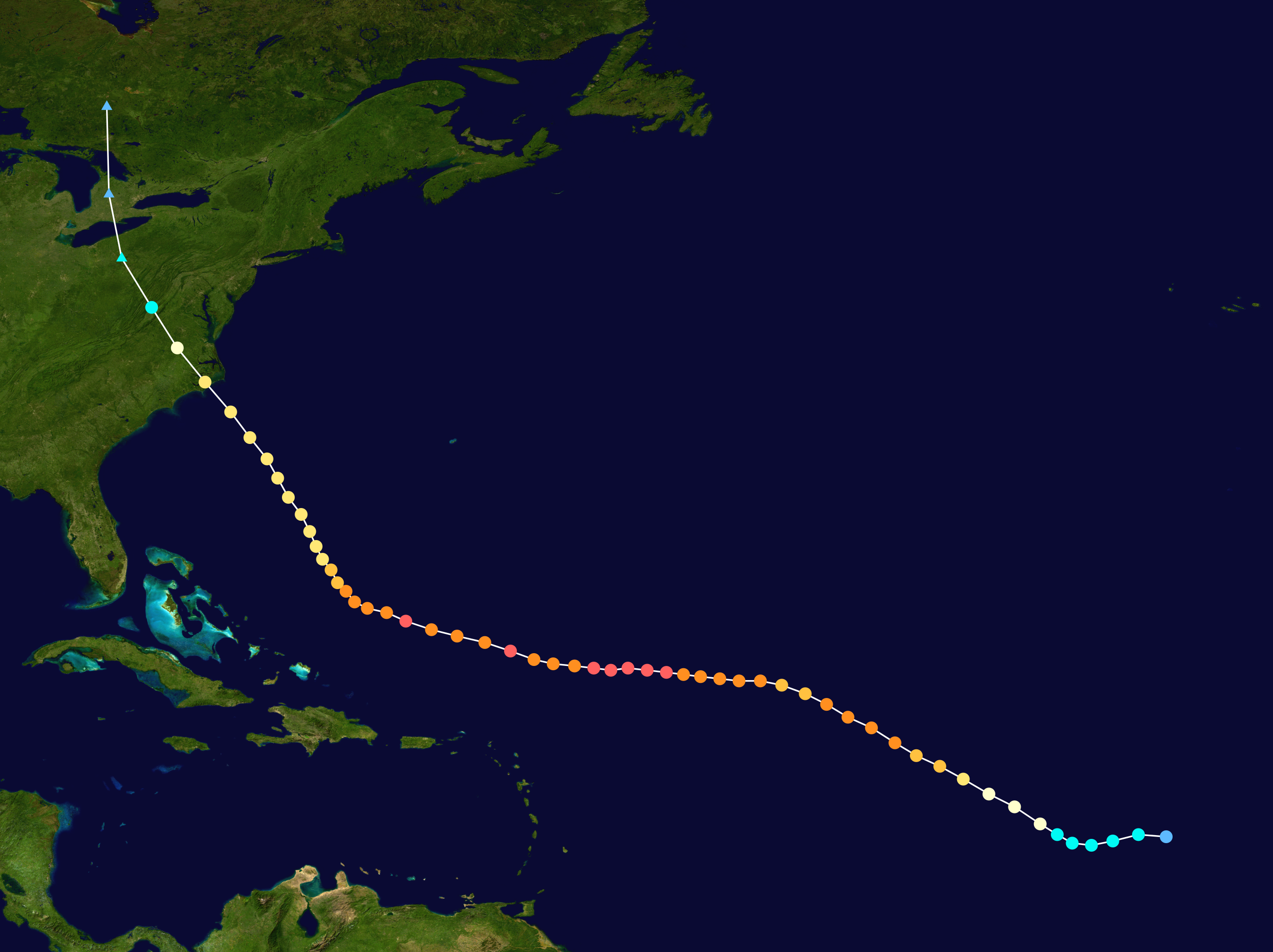
Trajectòria de la tempesta

L'1 de setembre una ona tropical es va allunyar de la costa d'Àfrica. L'ona es va associar amb una àrea de baixa pressió i es va desplaçar lentament en direcció oest. Inicialment la convecció semblava estar més ben organitzada. El 3 de setembre es va degradar l'organització interna del sistema al seu pas pel sud de les illes del Cap Verd, encara que aquesta va augmentar l'endemà. A principis del 5 de setembre entrava dins la classificació Dvorak, després que el sistema estava cada cop millor organitzat. Es va estimar que el sistema va esdevenir la depressió tropical Thirteen a primera hora del 6 de setembre, basant-se en la circulació tancada a la superfície. Hores després, es va intensificar en la tempesta tropical Isabel, encara que operativament el Centre Nacional d'Huracans americà trigaria 13 hores a emetre el primer avís de la tempesta.
Afavorida per una àrea amb un cisallament del vent dèbil i una aigua càlida, Isabel es va organitzar gradualment amb bandes corbes desenvolupades al voltant d'una zona circular de convecció profunda en el nucli. De mica en mica es va anar enfortint alhora que es desplaçava en direcció oest-nord-oest. L'ull del cicló situat a la zona de major convecció es va anar eixamplant i, malgrat que encara restava esquinçat, esdevenia ja huracà el 7 de setembre. En general, el patró de convecció de l'ull i l'outflow s'organitzava cada cop més; la convecció profunda ja abastava un anell de fins 60 km.
Isabel es va intensificar el 8 de setembre per assolir l'estatus d'huracà important mentre es trobava a 2.100 km a l'est-nord-est de Barbuda. El 9 de setembre, Isabel va assolir una intensitat màxima inicial de 210 km/h durant unes 24 hores, un huracà de categoria 4 mínim a l'escala d'huracans de Saffir-Simpson.
A principis del 10 de setembre, la paret de l'ull va quedar menys definida, la convecció prop de l'ull es va erosionar i el flux de sortida del nord-est es va restringir lleugerament. Com a resultat, Isabel es va afeblir lleugerament fins a convertir-se en un huracà de categoria 3. L'huracà va girar més cap a l'oest a causa de la influència de l'Alta Bermuda-Açores. Més tard, el 10 de setembre, Isabel va tornar a ser un huracà de categoria 4 després que la convecció es va aprofundir prop de la paret ocular cada cop més organitzada. L'huracà va continuar intensificant-se i Isabel va assolir la seva intensitat màxima de 270 km/h i una pressió central mínima de 915 mbar (hPa; 27,02 inHg) l'11 de setembre, un huracà de categoria 5 a l'escala d'huracà Saffir-Simpson. A causa d'un cicle de substitució de la paret ocular, Isabel es va debilitar lleugerament, tot i que va mantenir l'estat de categoria 5 durant 24 hores. Quan Isabel es va sotmetre a un altre cicle de substitució de la paret ocular, el flux de sortida es va degradar en aspecte i la convecció al voltant de l'ull es va debilitar i, a principis del 13 de setembre, Isabel es va afeblir fins a convertir-se en un fort huracà de categoria 4. Una debilitat a la carena al seu nord va permetre que l'huracà girés cap a l'oest-nord-oest. Després de completar el cicle de substitució, l'ull gran de 40 milles (65 km) d'ample de l'huracà es va definir millor, i a la tarda, el 13 de setembre, Isabel va tornar a assolir la categoria 5.Durant aquest temps, Isabel va assolir característiques anulars, esdevenint de forma molt simètrica i lluint un ull ample. L'huracà Isabel també va mostrar un ull de "molinet", una característica rara que es troba en alguns ciclons tropicals anulars. Un avió de reconeixement Hurricane Hunter de la NOAA que volava cap a l'huracà va llançar una sonda que va mesurar una velocitat instantània del vent de 375 km/h, la velocitat del vent instantània més forta registrada en un huracà de l'Atlàntic. Les cims dels núvols es van tornar a escalfar poc després, i Isabel es va afeblir a un fort huracà de categoria 4 a principis del 14 de setembre. Més tard aquell dia, es va reorganitzar i, per tercera vegada, Isabel va assolir l'estatus de categoria 5 mentre es trobava a 650 km al nord de San Juan, Puerto Rico.

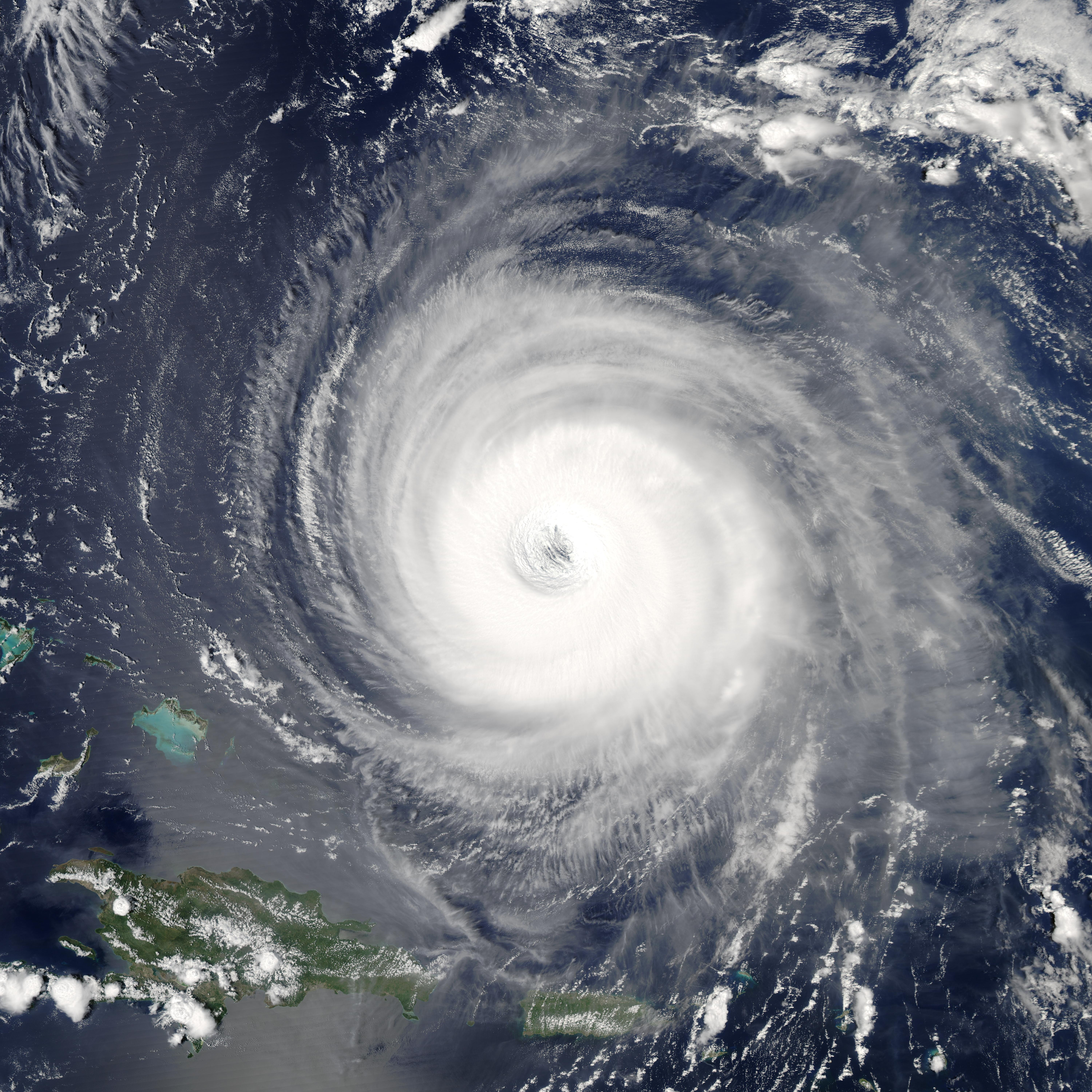
Imatges per satèl·lit de l'huracà Isabel mostrant característiques anulars el 14 de setembre, com a potent huracà de categoria 5

Els núvols al voltant del centre es van escalfar de nou el 15 de setembre, i Isabel es va debilitar fins a convertir-se en un huracà de categoria 4. Més tard aquell dia, el nucli intern de la convecció profunda va començar a deteriorar-se, mentre que l'ull es va deteriorar en aparença. Com una cresta al seu nord-oest construïda cap al sud-est, va provocar que Isabel es desaccelerés mentre girava cap al nord-nord-oest. L'augment de la cisalla vertical del vent va contribuir a debilitar encara més l'huracà, i Isabel es va afeblir a un huracà de categoria 2 el 16 de setembre, mentre es trobava a 1035 km al sud-est de Cap Hatteras, Carolina del Nord. La convecció es va mantenir mínima, tot i que el flux de sortida va mantenir una organització excel·lent, i Isabel va romandre un huracà de categoria 2 durant dos dies, fins que va tocar terra entre Cape Lookout i l'illa d'Ocracoke el 18 de setembre, amb vents de 165 km/h. Isabel va ser un gran huracà en tocar terra, amb un camp de vent de 740 quilòmetres. El sistema es va afeblir després de tocar terra, tot i que a causa del seu ràpid moviment cap endavant, Isabel va romandre un huracà fins que va arribar a l'oest de Virgínia, a principis del 19 de setembre. Després de passar per Virgínia Occidental com una tempesta tropical, Isabel es va convertir en extratropical a l'oest de Pennsilvània, prop de Pittsburgh. El sistema va continuar girant cap al nord i va creuar el llac Erie cap al Canadà. A principis del 20 de setembre, el romanent extratropical d'Isabel va ser absorbit per una tempesta extratropical més gran, sobre el districte de Cochrane d'Ontario.

## Preparatius
Dos dies abans que Isabel toqués terra, el National Hurricane Center va emetre una vigilància d'huracans des de Little River, Carolina del Sud, fins a Chincoteague, Virgínia, inclosos els Pamlico i Ansa Albemarle i la baixa badia de Chesapeake. L'NHC també va emetre una vigilància de tempesta tropical al sud de Little River, Carolina del Sud, fins a la desembocadura del riu Santee, així com des de Chincoteague, Virgínia, cap al nord fins a Little Egg Inlet, Nova Jersey. Els avisos d'huracà i tempesta tropical es van emetre gradualment per a parts de la costa est dels Estats Units. Quan Isabel va tocar terra, existia un avís de tempesta tropical des de Chincoteague, Virgínia fins a Fire Island, Nova York i des de Cap Fear, Carolina del Nord fins a la desembocadura del riu Santee a Carolina del Sud, i un avís d'huracà des de Chincoteague, Virgínia fins a Cap de por. Les previsions d'aterratge eren molt precises; des de tres dies abans, l'error mitjà de previsió de la ruta per a la seva tocada va ser de només 58 km i durant 48 hores d'antelació, l'error de traçat mitjà va ser de 29 km.
Els funcionaris van declarar evacuacions obligatòries de 24 comtats de Carolina del Nord, Virgínia i Maryland, encara que en general no en van quedar molts. Segons una enquesta realitzada pel Departament de Comerç dels Estats Units, les taxes d'evacuació es van estimar de la següent manera; El 45% als Outer Banks, el 23% a la zona al voltant del Pamlico Sound, el 23% a Virgínia i al voltant del 15% a Maryland. L'amenaça d'Isabel va provocar l'evacuació de centenars de milers de residents, principalment a Carolina del Nord i Virgínia, i va incloure més de 12.000 residents allotjats en refugis d'emergència.
Es van tancar 19 aeroports principals de la costa est dels Estats Units, amb més de 1.500 vols cancel·lats. El sistema de Metrobus i metro de Washington es va tancar abans de l'arribada de la tempesta, i Amtrak va cancel·lar gairebé tots els trens al sud de la capital del país. Escoles i comerços al llarg del seu recorregut van tancar abans de l'arribada d'Isabel per donar temps a preparar-se; Les botigues de ferreteria i de millores per a la llar van informar de negocis ràpids de fusta contraxapada, llanternes, bateries i generadors portàtils, ja que els residents es preparaven per a l'impacte potencial de la tempesta. El govern federal va ser tancat excloent els membres del personal d'emergència. L'Armada dels Estats Units va ordenar la retirada de 40 vaixells i submarins i desenes d'avions dels llocs navals prop de Norfolk, Virgínia.
Es va establir un pla de contingència a la Tomba dels Desconeguts al Cementiri Nacional d'Arlington que, si els vents superaven les 190 km/h, els guàrdies poguessin ocupar posicions a la sala de trofeus (a sobre de la Tomb Plaza i proporcionant una visió contínua de la Tomba) però el pla mai es va implementar. No obstant això, va generar una llegenda urbana que la Tercera Infanteria va enviar ordres de buscar refugi, ordres que es van desobeir deliberadament.
El 18 de setembre, el Centre Nacional d'Huracans va emetre avisos de fortes pluges i vent per a parts del sud d'Ontario. També es va emetre un avís de tempesta per al llac Ontario, l'est del llac Erie, el riu Sant Llorenç i la badia de Geòrgia. Un informe de notícies del 14 de setembre va advertir que les condicions podrien ser similars al desastre causat per l'huracà Hazel 49 anys abans, donant lloc a una àmplia cobertura mediàtica sobre l'huracà. Els investigadors d'un vol Convair 580 van estudiar l'estructura de la transició d'Isabel cap a una tempesta extratropical, després de dos estudis similars per a l'huracà Michael l'any 2000 i la tempesta tropical Karen l'any 2001. Mentre volava en una tempesta, l'acumulació de gel va obligar l'avió a baixar.

## Impacte
Els forts vents d'Isabel es van estendre des de Carolina del Nord fins a Nova Anglaterra i cap a l'oest fins a Virgínia Occidental. Els vents, combinats amb les pluges anteriors que van humitejar el sòl, van fer caure molts arbres i línies elèctriques al seu pas, deixant uns 6 milions de clients elèctrics sense electricitat en algun moment. Parts de la costa de Virgínia, especialment a les zones de Hampton Roads i el nord-est de Carolina del Nord, van estar sense electricitat durant gairebé un mes. Les zones costaneres van patir onades i la seva potent onada de tempesta, amb zones a l'est de Carolina del Nord i al sud-est de Virgínia que van informar greus danys tant pels vents com per la marejada. Al llarg del seu camí, Isabel va provocar danys per 5.500 milions de dòlars (2003 USD) i 51 morts, de les quals 16 estaven directament relacionades amb els efectes de la tempesta.
Els governadors de Pennsilvània, Virgínia Occidental, Maryland, Nova Jersey i Delaware van declarar estats d'emergència. Isabel va ser el primer huracà important que va amenaçar els Estats de l'Atlàntic Mitjà i l'Alt Sud des de l'huracà Floyd el setembre de 1999. El major efecte d'Isabel va ser a causa dels danys per inundacions, el pitjor en algunes zones de Virgínia des de l'huracà Agnes de 1972. Més de 60 milions de persones es van veure afectades fins a cert punt, una xifra similar a la de Floyd, però més que qualsevol altre huracà de la memòria recent.